# Зылла, Марцель
Марце́ль Ноа́ Зы́лла (пол. Marcel Noah Zylla; 14 января 2000, Мюнхен) — польский футболист, полузащитник клуба «Хойничанка».

## Клубная карьера
Родился 14 января 2000 года. Воспитанник футбольной школы клуба «Бавария». С командой до 17 лет выиграл юношеский чемпионат Германии. С 2018 года стал выступать за резервную команду «Бавария II» в Регионаллиге.

## Карьера в сборной
В 2019 году в составе молодёжной сборной Польши поехал на домашний молодёжный чемпионат мира. На турнире сыграл в одном матче, а команда вылетела в стадии 1/8 финала.